# Enra
Enra est une troupe d'artistes japonaise dont la performance allie l'art vidéo et le spectacle vivant. 

## Styles
Le concept d'Enra constitue à synchroniser des images projetées sur grand écran avec de la danse et d'autres formes artistiques liées au spectacle vivant. Composée de six interprètes possédant chacun de vastes connaissances sur plusieurs styles artistiques, Enra combine différents styles lors de ses spectacles tels que les arts martiaux (plus précisément le wushu), la gymnastique rythmique, le ballet, la danse animée, la jonglerie (entre autres le diabolo) et du club dance.
Le spectacle est muet, mettant uniquement en scène de la projection vidéo et la performance des artistes.

## Origine du nom

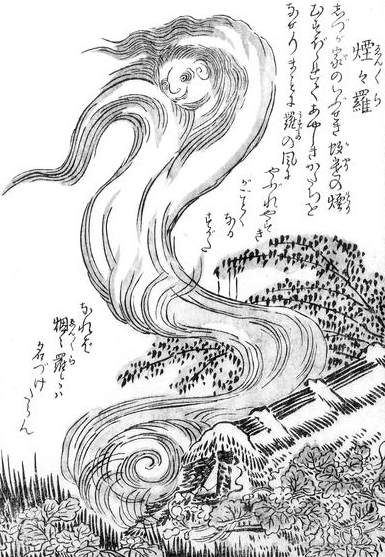
enenra, un yōkai

D'après le journal japonais Mainichi Shimbun, « Le nom du groupe est dérivé de enenra, un yōkai du folklore japonais qui a l'habilité de se transformer en fumée » (【グループ名は、煙のようにさまざまな形に姿を変える日本の妖怪「煙々羅」にちなんだ。】)
Le nom de la troupe « enra » est généralement écrit en lettres minuscules.

## Membres du groupe
Le groupe se compose :
- Directeur artistique : Nobuyuki Hanabusa
- Six artistes : Tsuyoshi Kaseda, Maki Yokoyama, Saya Watatani, Tachun, Yusaku Mochizuki et Kazunori Ishide[4],

## Présentation au Japon et à l'extérieur
Enra a été bien reçu au Japon et à l'étranger, comme en Europe, en Amérique du Nord, en Asie de l'Est et au Moyen-Orient, et se produit régulièrement dans le monde.
Au Japon, Enra a notamment été accueilli par le Premier ministre du Japon et a réalisé une performance au diner officiel organisé pour le comité d'évaluation du Comité international olympique à l'occasion de la candidature de Tokyo pour les Jeux olympiques de 2020 et pour célébrer le 50e anniversaire des Jeux olympiques de Tokyo de 1964.
À l'étranger, Enra s'est produit sur scène avant la remise des prix lors de la 68e édition du Festival de Cannes en 2015, dans une performance intitulée Films en hommage au cinéma de cette Quinzaine.
Depuis mars 2016, Enra a commencé sa tournée 2016 Japan Tour avec des premiers spectacles donnés au Kitazawa Town Hall à Shimo-Kitazawa, Tokyo, avant de continuer sur Toyama (préfécture de Toyama), Sendai (préfécture de Miyagi), Sapporo (préfecture d'Hokkaido).